# Hora d'Azerbaidjan
L'hora d'Azerbaidjan (àzeri: Azərbaycanda vaxt) o AZT i també coneguda com a hora no estàndard Azerbaidjan és el fus horari estàndard d'Azerbaidjan. Manté l'UTC+4 durant tot l'any.
L'horari d'estiu d'Azerbaidjan (AZST), es va avançar una hora a UTC+5 i es va introduir el 1997. Es va abolir el març del 2016.